# محاضرات عن الجماليات
محاضرات عن الجماليات (بالألمانية:  Vorlesungen über die Ästhetik ، VÄ) هي عبارة عن تجميع لملاحظات من محاضرات جامعية حول الجماليات ألقاها جورج فيلهلم فريدريش هيغل في هايدلبرغ عام 1818 وفي برلين في عام 1820/21 و 1823 و 1826 و 1828/29. جُمعت النصوص في عام 1835 على يد تلميذ هيغل هاينريش جوستاف هوثو [الإنجليزية] حيث استخدم ملاحظات هيغل المكتوبة بخط اليد والملاحظات التي دوّنها طلابه أثناء حديثه، لكن عمل هوتو قد يجعل بعض أفكار هيغل أكثر منهجية من عرض هيجل الأولي.
يعتبر الكثيرون أن جماليات هيغل واحدة من أعظم النظريات الجمالية التي أُنتجت منذ أرسطو. كانت أطروحة هيجل حول الانحلال التاريخي للفن موضوعاً لكثير من الجدل الأكاديمي وأثرت على مفكرين مثل ثيودور أدورنو ومارتن هايدجر وجيورجي لوكاش وجاك دريدا وآرثر دانتو. تأثر هيجل بنفسه بيوهان يواكيم وينكلمان، إيمانويل كانط، فريدريش شيلر وفريدريك فيلهلم جوزيف شيلينج. يسمي هايدجر محاضرات هيجل عن الجماليات بأنها «أشمل تأمل في جوهر الفن يمتلكه الغرب».

## المحتوى
طوَّر هيغل وصفه للفن باعتباره نمطاً من الروحانية المطلقة أو كما سماها «المثالية الجميلة»، والتي يعرّفها بشكلٍ عام:
«الآن عندما تكون الحقيقة في  وجودها الخارجي الوجود المحدد (بالإنجليزية: Dasein)‏ حاضره للوعي على الفور، ومع بقاء المفهوم على الفور متحداً مع مظهره الخارجي فإن الفكرة ليست فقط حقيقية ولكنها جميلة. يتم تحديد الجمال على أنه اللّمعان المعقول للفكرة.»
طُوّر هذا المثال في جميع المحاضرات وفقاً لمنطق هيجل:
1. الجزء العالمي الأول مخصص لمفهوم المثل الأعلى الفني.
2. يفحص الجزء الثاني المحدد هذا النموذج لأنه يحقق نفسه في ثلاث مراحل:
  1. يُفهم الفن الرمزي أنه يشمل كل شيء قبل الفن اليوناني الكلاسيكي
  2. الفن الكلاسيكي
  3. من المفهوم أن الفن الرومانسي يظهر مع ظهور المسيحية على المسرح العالمي
3. الجزء الثالث يختص بفحص كل من الفنون الرئيسية الخمسة بترتيب تصاعدي «للداخل»:
  1. هندسة معمارية
  2. النحت
  3. لوحة
  4. موسيقى
  5. الشعر

في الجزأين الثاني والثالث وثق هيغل تطور الفن من العمارة الرمزية النموذجية إلى النحت الكلاسيكي النموذجي إلى الفنون الرومانسية للرسم والموسيقى والشعر. في ذلك الوقت لوحظ وجود ثروة من الصور المضمنة في كتاباته.
خلافاً للاعتقاد السائد فهيغل لميُعلن في أي مكان أن الفن «ميت». ما يقوله في بيان تمثيلي، هو «بالنسبة إلينا، لم يعد يعتبر الفن هو الأسلوب الأعلى الذي توفر فيه الحقيقة الوجود لنفسها.» لكن هيغل يتحدث عن الانحلال (بالألمانية: Auflösung) وليس النهاية (بالألمانية: Ende)،

### المعلومات الكاملة للمراجع
- Houlgate, Stephen (ed.), 2007, Hegel and the Arts. Evanston, Ill.: Northwestern University Press.

### قراءة معمقة
- تيودور أدورنو، 2004, Aesthetic Theory, Continuum International Publishing Group.
- Bungay, Stephen, 1984, Beauty and Truth. A Study of Hegel's Aesthetics. Oxford: Oxford University Press.
- آرثر دانتو، 1986. The Philosophical Disenfranchisement of Art. Columbia University Press.
- آرثر دانتو، 1998, After the End of Art, Princeton University Press.
- جاك دريدا، 1987, The Truth in Painting, trans. Geoffrey Bennington & Ian McLeod. Chicago & London: Chicago University Press.
- Desmond, William, 1986, Art and the Absolute. A Study of Hegel's Aesthetics. Albany: SUNY Press.
- Gethmann-Siefert, Annemarie, 1984, Die Funktion der Kunst in der Geschichte. Untersuchungen zu Hegels Ästhetik. Bonn: Bouvier (in German language).
- Gethmann-Siefert, Annemarie, Einführung in Hegel's Ästhetik, Wilhelm Fink (German).
- Geulen, Eva, 2006, The End of Art. Readings in a Rumor after Hegel, trans. J. McFarland. Stanford: Stanford University Press.
- جورج لوكاش، 2002, Hegel's Aesthetics, Graduate Faculty Philosophy Journal, vol. 23, Nr 2, 87-124.
- Maker, W. (ed.), 2000. Hegel and Aesthetics. New York.
- Olivier, Alain P., 2003. Hegel et la Musique. Paris (French).
- Pippin, Robert, 2009. "The Absence of Aesthetics in Hegel’s Aesthetics", The Cambridge Companion to Hegel and Nineteenth-Century Philosophy , New York .
- Roche, Mark-William, 1998. Tragedy and Comedy. A Systematic Study and a Critique of Hegel. Albany. New York.
- Rutter، Benjamin (2010)، Hegel on the Modern Arts، Cambridge: Cambridge University Press
- Wyss, Beat, 1999, Hegel's Art History and the Critique of Modernity. Cambridge: Cambridge University Press.
- Winfield, Richard Dien, 1996. Stylistics. Rethinking the Artforms after Hegel. Albany, Suny Press.